# Synclera himachalensis
Synclera himachalensis is een vlinder uit de familie van de grasmotten (Crambidae), uit de onderfamilie van de Spilomelinae. De wetenschappelijke naam van deze soort is voor het eerst voorgesteld door Hans Raj Pajni en Harjinder Singh Rose in een publicatie uit 1978.
De soort komt voor in India (Himachal Pradesh).